# Registrator de nume de domeniu
Un registrator de nume de domeniu este o companie care gestionează rezervarea unui nume de domeniu pe Internet. Un registrator de nume de domeniu trebuie să fie acreditat de un domeniu generic de nivel superior (gTLD), registru sau de un registru de domenii de nivel superior al codului de țară (ccTLD). Un registrator funcționează în concordanță cu liniile directoare ale unor registre de nume domenii desemnate.

## Istoric
Până în 1999, Network Solutions Inc. (NSI) era cel care opera registrele pentru toate domeniile .com,  .net  și .org și celelalte domenii de nivel superior (TLD). Pe lângă funcția de operator de registrator de nume de domeniu acesta a fost, de asemenea, singurul registrator pentru aceste domenii. Totuși, mai multe companii au dezvoltat servicii de înregistrare independente. În 1996, o astfel de companie, compania lui Ivan Pope, NetNames, a dezvoltat conceptul unui serviciu independent de înregistrare a numelui de domeniu comercial, care vinde publicului înregistrarea domeniului și alte servicii asociate, dezvoltând practic o parte a unei industrii, unde registrarii vând domenii en-gros.
În 1997, PGMedia a intentat o acțiune antitrust împotriva NSI, citând zona-rădăcină a DNS ca o facilitate esențială, iar National Science Foundation (NSF) din SUA s-a alăturat ca acuzat în această acțiune. În cele din urmă, INS a primit imunitate împotriva litigiilor antitrust, dar litigiul a creat suficientă presiune pentru a restructura piața numelor de domeniu.
În luna octombrie a anului 1998, ca urmare a presiunilor din ce în ce mai mari din partea afacerii de înregistrare a numelor de domenii, care era în continuă dezvoltare, și a presiunii altor părți interesate, acordul NSI cu Departamentul de Comerț al Statelor Unite a fost modificat. Această modificare a necesitat crearea unui sistem de înregistrare partajat care să accepte mai mulți registratori. Acest sistem a început oficial serviciul pe data de 30 noiembrie 1999, fiind supervizat de Internet Corporation for Assigned Names and Numbers (ICANN), deși au existat mai mulți registratori ai băncii de testare care foloseau sistemul încă din 11 martie 1999. De atunci, peste 500 de registratori au intrat pe piață pentru serviciile de înregistrare a numelor de domeniu.
Mulți dintre registratorii care au intrat inițial pe piață au continuat să se dezvolte și să-și depășească rivalii (GoDaddy, eNom, Tucows, Melbourne IT). 
Fiecare registrator acreditat ICANN trebuie să plătească o taxă fixă de 4.000 USD plus o taxă variabilă. Concurența creată de sistemul de înregistrare partajat permite utilizatorilor finali să aleagă dintre mulți registratori care oferă o gamă de servicii asemănătoare la prețuri diferite.

## Registrator desemnat
Informațiile de înregistrare a domeniului sunt păstrate de registrele de nume de domeniu, care contractează cu registratorii de domenii pentru a furniza publicului servicii de înregistrare. Un utilizator final selectează un registrator pentru a furniza serviciul de înregistrare, iar acel registrator devine „registratorul desemnat” pentru domeniul care a fost ales de utilizator.
Numai registratorul desemnat poate sa modifice sau sa stearga informațiile despre numele domeniilor dintr-o bază de date centrală a registrului. Nu este ceva neobisnuit ca un utilizator final să schimbe registratorii, invocând un proces de transfer de domeniu între registratorii implicați, proces care este guvernat de politici specifice de transfer ale numelui de domeniu.
Când un registrator vrea sa înregistreze un nume de domeniu  .com  pentru un utilizator final, acesta trebuie să plătească o taxă anuală maximă de 7,85 USD către VeriSign, operatorul de registru pentru  com  și o taxă de administrare anuală de 0,18 USD către ICANN. Majoritatea registratorilor de domenii își stabilesc preturile pentru  serviciile și produsele lor, incercand sa includa atât taxele anuale, cât și taxele de administrare care trebuie plătite catre ICANN.
Mulți registratori oferă, de asemenea, posibilitatea înregistrarii prin intermediul afiliaților revânzători. Un utilizator final se înregistrează fie direct cu un registrator, fie indirect prin unul sau mai multe straturi de revânzători. Începând cu 2010, costul pentru a cumpăra en-gros un domeniu variază în general de la un minim de aproximativ 7,50 USD pe an la aproximativ 35 USD pe an pentru o înregistrare simplă a domeniului, deși registratorii scad adesea prețul mult mai mic - uneori chiar gratuit - atunci când sunt comandați cu alte produse, cum ar fi  serviciu de găzduire web.
Perioada maxima de inregistrare a unui domeniu este de 10 ani. Unii registratori oferă perioade mai lungi de până la 100 de ani, Format:Citație necesară, dar astfel de oferte presupun ca registratorul să reînnoiască înregistrarea pentru clientul lor; înregistrarea de 100 de ani nu poate sa fie în baza de date oficială de înregistrare.

## hosting DNS
Pirn inregistrarea unui nume de domeniu se stabilește un set de înregistrări server de nume în serverele DNS ale domeniului părinte, indicând  Adrese IP  ale serverelor DNS autorizate pentru domeniu. Acest lucru ofera o referință pentru cereri directe de date de domeniu.
Înregistrarea unui domeniu nu implică în mod automat furnizarea de servicii DNS pentru domeniul înregistrat. Majoritatea registratorilor oferă hostingul DNS ca un serviciu gratuit opțional pentru domeniile înregistrate prin intermediul acestora. Dacă nu sunt oferite servicii DNS sau dacă utilizatorul final renunță, utilizatorul final este responsabil pentru procurarea sau auto-găzduirea serviciilor DNS. Registratorii solicita specificarea a cel puțin două servere de nume.